# Scorpio (pel·lícula)
 Scorpio és una pel·lícula estatunidenca dirigida per Michael Winner, estrenada el 1973. Ha estat doblada al català.

## Argument
Pel·lícula d'espionatge on l'expert agent Cross (Burt Lancaster) de la CIA és sospitós de ser un agent doble en benefici dels soviètics. Es decideix, llavors, eliminar-lo, però el pla falla i Cross aconsegueix escapar a Europa. Així les coses, l'agència contracta un jove assassí francès anomenat Scorpio (Alain Delon) perquè acabi amb Cross. S'inicia així una frenètica caça humana.

## Repartiment
- Burt Lancaster: Cross
- Alain Delon: Jean Laurier, a.k.a. Scorpio
- Paul Scofield: Zharkov
- John Colicos: McLeod
- Gayle Hunnicutt: Susan
- J.D. Cannon: Filchock
- Jack Colvin: Lladre
- James Sikking: Harris
- Burke Byrnes: Morrison
- William Smithers: Mitchell
- Howard Morton: Heck Thomas
- Robert Emhardt: Home a l'hotel